# Vivien Merchant
Vivien Merchant (født Ada Brand Thomson; 22. juli 1929, død 3. oktober 1982) var en engelsk teater- og filmskuespiller.
Hun begyndte sin karriere i 1942 og blev kendt for dramatiske roller på scenen og i film. I 1956 giftede hun sig med dramatikeren Harold Pinter, og spillede i mange af hans skuespil.
Merchant opnået betydelig succes fra 1950'erne til 1970'erne, hvor hun vinde BAFTA TV Award for bedste kvindelige hovedrolle i 1964. For sin præstation i filmen Alfie (1966), modtog hun en nominering for en Oscar for bedste kvindelige birolle, og vandt BAFTA Award for Mest lovende nykommer. I 1967 medvirkede hun i Broadway-produktionen af Pinters The Homecoming, og modtog en Tony Award nominering. Hendes andre film omfattede Ulykkesnatten (1967), Forhøret (1972), Frenzy (1972), The Homecoming (1973) og The Maids (1975). Hun led af depression og alkoholisme, da hendes ægteskab sluttede, døde hun i 1982, to år efter skilsmissen.